# Parafia św. Mikołaja Cudotwórcy w Topilcu
Parafia Świętego Mikołaja Cudotwórcy – parafia prawosławna w Topilcu, w dekanacie Białystok należącym do diecezji białostocko-gdańskiej.
Na terenie parafii funkcjonuje 1 cerkiew i 2 kaplice:
- cerkiew św. Mikołaja Cudotwórcy w Topilcu – parafialna
- kaplica św. Jerzego w Topilcu – cmentarna
- kaplica św. Barbary w Baciutach – filialna

## Historia
Parafia została utworzona na początku XVI wieku. Świątynią parafialną jest cerkiew Świętego Mikołaja Cudotwórcy, wybudowana w 1870.
W 2018 r. oddano do użytku dom parafialny.

## Liczba wiernych i zasięg terytorialny
W 1943 o. Józef Kowszyk zanotował: „do spowiedzi w Wielkim Poście przyszło 1077 osób, nie licząc dzieci do lat siedmiu”. W 2007 parafia w Topilcu liczyła około 100 wiernych, natomiast w 2019 r. – 154. Do parafii należą: Topilec, Baciuty, Zawady.

## Wykaz proboszczów

### W okresie zaborów
- 1847–1849 – ks. Antoni Stankiewicz
- 1856–1867 – ks. Antoni Kaczanowski
- 1867–1869 – ks. Bazyli Krasowski
- 1870–1876 – ks. Mikołaj Skałłabanowicz
- 1876–1910 – ks. Bazyli Czetyrkin
- 1910 – hieromnich Auksancjusz (Siemieniuk)
- 1910–1912 – ks. Mikołaj Makarewski
- 1912–1914 – ks. Mikołaj Jaszyn
- 1914–1915 – ks. Włodzimierz Werpulewski
- 1915–1918 – przerwa w działalności parafii (bieżeństwo)

### Administratorzy wspólnoty
- 1919–1924 – ks. Włodzimierz Bałabuszewicz
- 1924–1926 – hieromnich Tichon
- 1927–1938 – hieromnich Leonid (Moroz)
- 1938–1940 – ks. Jerzy Kowenciuk

### Po reaktywacji parafii
- 1940–? – ks. Józef Kowszyk
- 1946–1948 – hieromnich Serafin (Samojlik)
- 1948–1954 – o. Eulogiusz (Horbowiec)[5]
- 1954–1957 – ks. Jerzy Osipowicz
- 1957–1959 – ks. Anatol Kononiuk
- 1959–1961 – ks. Jan Sezonow
- 1961–1965 – ks. Aleksander Chilimoniuk
- 1966–1969 – ks. Grzegorz Szyryński
- 1969–1971 – ks. Aleksander Wysocki
- 1971–1972 – ks. Aleksy Szepielow
- 1972–1974 – ks. Jan Troc
- 1974–1982 – ks. Walerian Antosiuk
- 1982–1989 – ks. Jan Karpiuk
- 1989–1990 – p.o. ks. Anatol Kiryk
- 1990–2004 – ks. Sławomir Jakimiuk
- 2004–2006 – ks. Jan Kiryluk
- od 2006 – ks. Jarosław Jóźwik

## Galeria

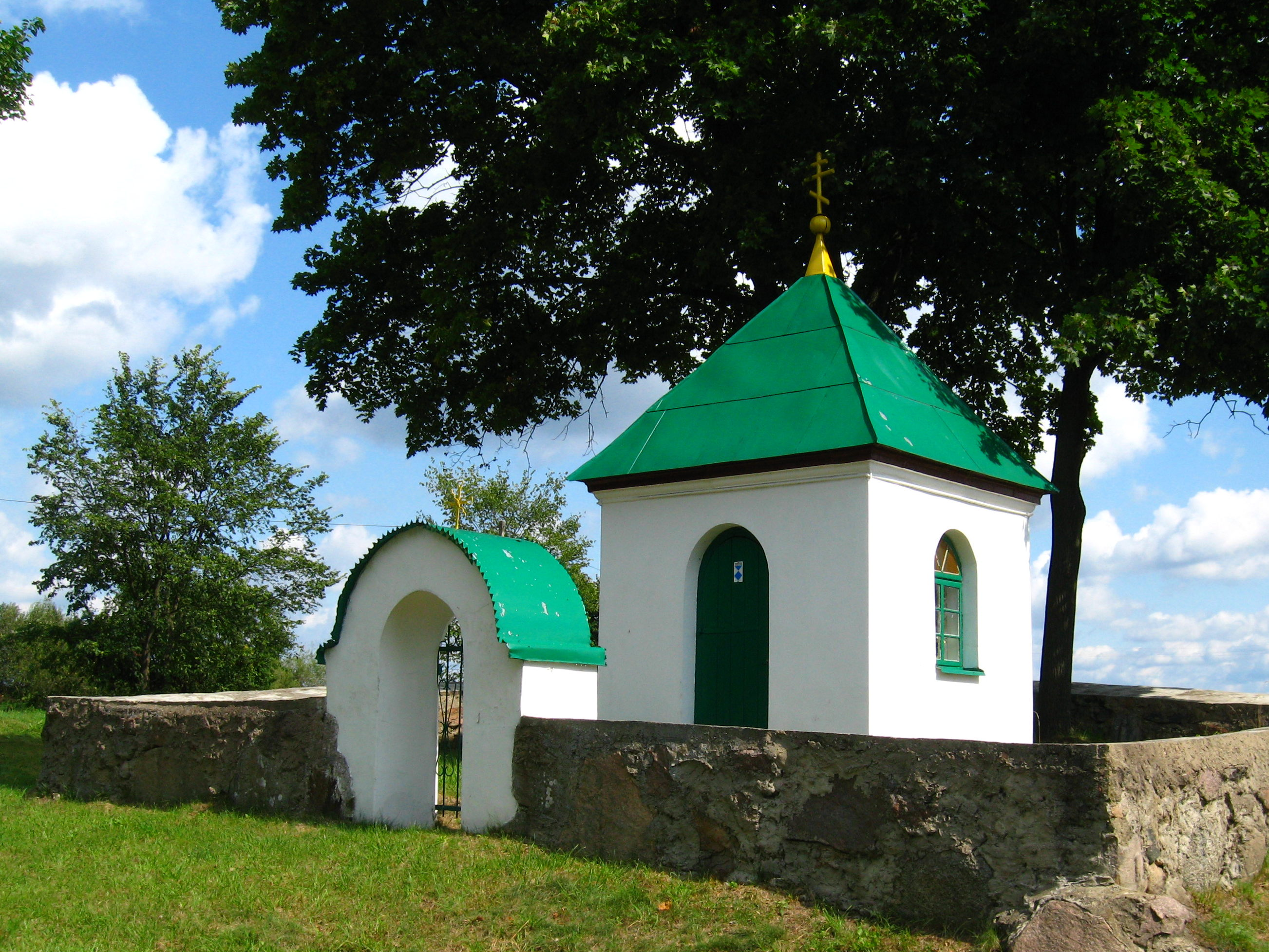
Kaplica św. Barbary w Baciutach
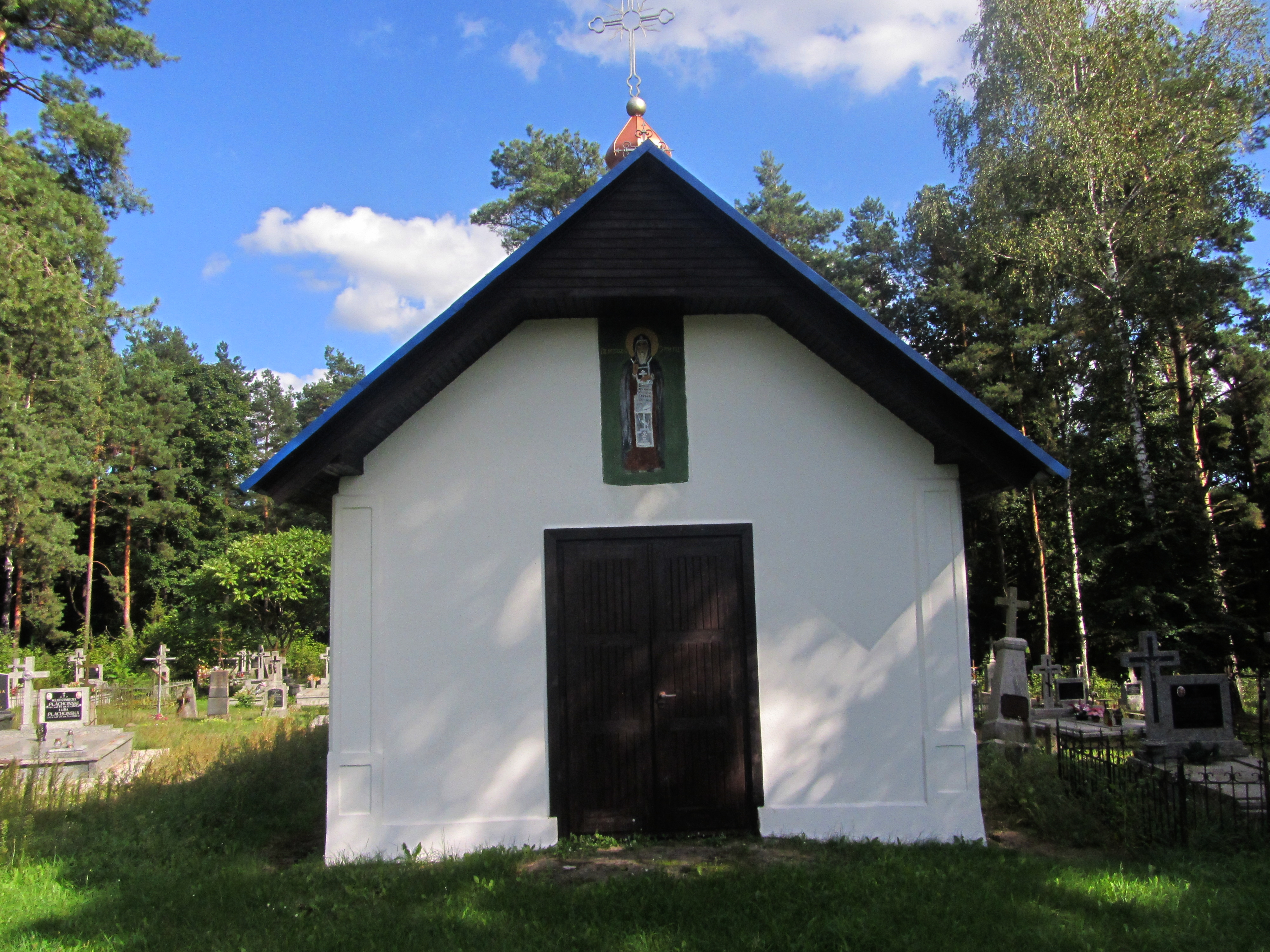
Kaplica cmentarna św. Jerzego w Topilcu